# Уфимское (озеро)
Уфимское — озеро, расположенное в Карабашском городском округе Челябинской области. Исток реки Уфа. Площадь поверхности водного зеркала — 0,88 км². Высота над уровнем моря — 468 м. Является памятником природы областного значения.
Водоём окружают смешанные леса, западный и северный берега заболочены.
Озеро богато рыбой, здесь водятся плотва, щука, чебак, окунь, лещ. Вблизи водоёма водятся рыси, косачи, глухари, рябчики, лоси.